# 美しき生命 (曲)

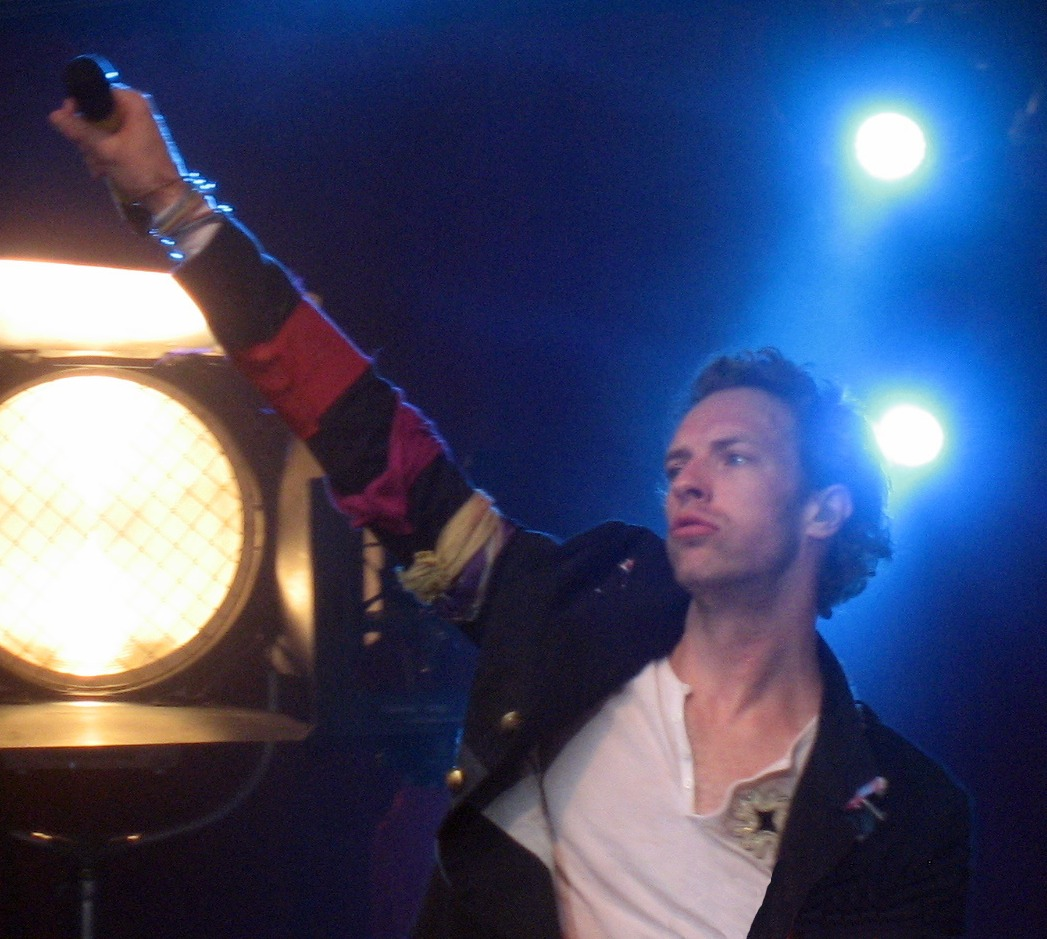
2008年のツアー"Viva la Vida Tour"にて「美しき生命」をパフォーマンスするクリス・マーティン

「美しき生命」（うつくしきせいめい 原題: Viva la Vida ヴィヴァ・ラ・ヴィダ）は、イギリスのオルタナティヴ・ロックバンドコールドプレイの楽曲。この楽曲はバンドが2008年 (平成20年) に発表した4作目のスタジオ・アルバム『美しき生命』のためにメンバー全員によって製作された。楽曲では、ストリングスや打楽器にのせて史実や宗教的な内容を含んだ内容の歌詞が歌われている。
アルバムからのセカンド・シングルとしてリリースされたこの楽曲は批評的また商業的に成功を収めている。「美しき生命」は、UKシングルチャートとアメリカ合衆国の総合シングルチャートBillboard Hot 100にて第1位を獲得した。Billboard Hot 100での第1位はバンドにとって初の出来事となった。また、2009年2月8日に行われる第51回グラミー賞にて、この楽曲が最優秀レコード賞、最優秀楽曲賞、最優秀ボーカル入りポップパフォーマンス（デュオもしくはグループ）賞の3部門にノミネートされ、最優秀レコード賞を除く2部門を受賞した。
「美しき生命」はAppleの「iPod + iTunes」のCMで使用され、当初iTunes Store限定でリリースされた。2008年には、ギタリストのジョー・サトリアーニがこの楽曲を自身の楽曲「イフ・アイ・クッド・フライ」（2004年のアルバム『イズ・ゼア・ラヴ・イン・スペース?』に収録）の盗作であるとして、コールドプレイに対し訴訟を起こしている。バンドは盗作を否定した上でコメントを発表している。2009年にはサトリアーニにより訴えが取り下げられた。

## カヴァー
- ペット・ショップ・ボーイズ - 2009年12月11日発売のシングル「Christmas」で自身の楽曲「Domino Dancing」とのメドレーという形でカヴァーしている[7]。メドレーは「Where the Streets Have No Name/I Can't Take My Eyes off You」以来2回目。自身の楽曲とのメドレーでは初。
- ウィーザー - 2010年のアルバム『ハーリー』のデラックス・エディション盤[8]及び日本盤に収録。
- スキマスイッチ - 2019年7月3日発売のシングル「青春」に収録。ライブ音源。